# Ramienica szorstka
Ramienica szorstka (Chara aspera) – gatunek ramienicy. 

## Morfologia
Pokrój
Stosunkowo mały makroglon (do 40 cm długości) o słabo rozgałęzionej plesze. Cienka (ok. 0,5 mm średnicy) nibyłodyga, cienkie nibyliście dwu- trzykrotnie krótsze od długich międzywęźli. Plecha szarozielona, zwykle silnie inkrustowana węglanem wapnia, przez co krucha i delikatna. Cechą charakterystyczną gatunku są białe, kuliste bulwki na chwytnikach występujące od 1 do 3. Roślina dwupienna. 
Okorowanie
Przeważnie trójrzędowe, spotykane też dwurzędowe. Rzędy główne przeważają nad bocznymi (choć w dolnych okółkach mniej wyraźnie). Silnie okolcowane.
Nibyliście
Krótkie i cienkie (poniżej 0,5 mm średnicy, 1–2 cm długości). Znacznie krótsze od międzywęźli, u osobników z głębszych wód zbliżają się długością do międzywęźli. 6–8 członów. 8–9 w okółku. Zwykle proste, rzadko zaginają się ku środkowi. Ostatni, jedno- dwukomórkowy człon krótki, niekorowany i zaostrzony. 
Nibylistki
Na płonnych nibyliściach nierównomiernie wykształcone, krótkie i cienkie. Na nibyliściach płodnych wewnętrzne cienkie i dłuższe od lęgni lub jej równe, podczas gdy na zewnątrz wyraźnie krótsze.
Kolce
Wyraźne. Bardzo zmienne – od brodawkowatych przez wałeczkowate po igiełkowate. Zwykle pojedyncze, ale też po 2–3 w pęczkach. Czasem dłuższe od średnicy nibyłodygi.
Przylistki
Wyraźne. W dwurzędowych okółkach. Bardzo zmienne. Zwykle w górnym okółku dłuższe i wałeczkowate, czasem zaostrzone i wygięte ku górze, a w dolnym brodawkowate. Rzadziej oba okółki wałeczkowate, mało zróżnicowane.
Plemnie
Zazwyczaj w trzech pierwszych węzłach nibyliści. Duże (0,5–0,8 mm średnicy). Intensywnie czerwone.
Lęgnie
Zazwyczaj w trzech pierwszych węzłach nibyliści. Długie (0,7–0,9 mm). Żółtozielone lub zielone. Koronka mała, nieco rozszerzona na szczycie. Występują pojedynczo. Oospory czarne, do 0,7 mm długości.
Zmienność
Występuje kilka form ekologicznych. W wodach płytkich, w strefie falowania, zwykle mniejsza (kilkucentymetrowa), silniej rozgałęziona, żółtozielona. W wodach słodkich występuje mniejsza i bardziej inkrustowana forma stagnalis, podczas gdy w słonawych większa i mniej inkrustowana (przez co także zieleńsza) forma marinae. Ponadto w wodach słodkich wyróżniana jest forma brevispina w wodach płytszych i na podłożu mineralnym oraz longispina w wodach głębszych z zamulonym podłożem. 

## Biologia
Osobniki męskie i żeńskie zwykle występują w jednym płacie. Zimują oospory, bulwki, podczas gdy reszta rośliny po sezonie wegetacyjnym obumiera lub zimują całe osobniki.

## Ekologia
Gatunek zasadniczo słodkowodny, ale znosi zasolenie. Nie występuje w wodach płynących. Występuje głównie w dużych jeziorach mezotroficznych, ale w pewnych sytuacjach także w jeziorach o niższej i wyższej trofii. Zarówno w zbiornikach twardowodnych, jak i humotroficznych. W jeziorach środkowej i zachodniej Europy występuje w wodach o różnym stanie ekologicznym, ale jest jednym z gatunków najczęściej spotykanych w wodach o dobrym stanie, zwłaszcza w jeziorach bardzo płytkich. Występuje do głębokości kilku metrów, ale jej zwarte zbiorowiska rzadko przekraczają 1 metr głębokości. Najczęściej rośnie na podłożu piaszczystym. Tworzy zespół roślinny Charetum asperae, ale może też wchodzić w skład innych typów łąk ramienicowych.
Występowanie
Występuje w większej części Europy (także w Bałtyku), w zachodniej Azji, północnej Afryce, a także na Alasce i w Kanadzie. W Polsce większe skupienia w pasie pojezierzy, także poleskich.

## Zagrożenia i ochrona
Według Czerwonej listy roślin i grzybów Polski jest gatunkiem wymierającym. Podlega ochronie gatunkowej od 2014 roku. Występowanie jej zbiorowiska jest podstawą do objęcia zbiornika, w którym występuje, ochroną jako siedlisko przyrodnicze 3140 (twardowodne oligo– i mezotroficzne zbiorniki z podwodnymi łąkami ramienic Charetea) w systemie Natura 2000.